# Haselnussgewächse
Die Haselnussgewächse (Coryloideae) sind eine Unterfamilie der Birkengewächse (Betulaceae).
Manchmal werden sie auch als selbständige Familie Corylaceae angesehen.
Die Pflanzenarten dieser Unterfamilie kommen in den gemäßigten Zonen der Nordhalbkugel vor.

## Beschreibung
Es sind laubabwerfende Bäume oder Sträucher. Die wechselständig, spiralig bis zweizeilig angeordneten gestielten Laubblätter sind einfach. Die Blattränder sind (meistens doppelt) gesägt bis gezähnt. Die Nebenblätter fallen früh ab.
Sie sind einhäusig getrenntgeschlechtig (monözisch). Die männlichen Blütenstände sind hängende Kätzchen. Die Bestäubung erfolgt über den Wind (Anemophilie). Die weiblichen Blütenstände sind kurz und aufrecht aber je nach Gattung unterschiedlich aufgebaut. Die Blütenhülle fehlt bei männlichen Blüten, bei weiblichen Blüten ist sie kelchblattartig. Die männlichen Blüten bestehen nur aus vier bis acht fertilen Staubblättern. Bei den weiblichen Blüten sind zwei Fruchtblätter zu einem unterständigen Fruchtknoten verwachsen, mit einem oder zwei kurzen Griffeln und zwei Narbenästen.
Als Früchte werden meist ungeflügelte Nussfrüchte mit beständigen Deckblättern gebildet. Die Blütenstände haben laubblattähnliche Hochblätter (Brakteen), dagegen haben die Betuloideae holzige oder ledrige Blütenstände ohne beständige Deckblätter an der Frucht.

## Systematik
In der Unterfamilie der Haselnussgewächse (Coryloideae) gibt es vier Gattungen mit insgesamt 45 bis 50 Arten:
- Hainbuchen (Carpinus L.)
- Hasel (Corylus L.)
- Hopfenbuchen (Ostrya Scop.)
- Scheinhopfenbuchen (Ostryopsis Decne.): Mit nur drei ausschließlich in China beheimateten Arten.